# Büyükaltıağaç, Meriç
Büyükaltıağaç là một xã thuộc huyện Meriç, tỉnh Edirne, Thổ Nhĩ Kỳ. Dân số thời điểm năm 2011 là 709 người.